# Arthur Harden
Arthur Harden (ur. 12 października 1865 w Manchesterze, zm. 17 czerwca 1940 w Bourne End) – biochemik angielski, laureat Nagrody Nobla z chemii w roku 1929.
Studiował na University of Manchester (BS 1885), a następnie Uniwersytecie w Erlangen. W latach 1888–1897 wykładał na University of Manchester (1888-1897)
i University of London (jako profesor biochemii). W latach 1907–1930 kierował wydziałem biochemicznym Instytutu Jennera, później przemianowanego na Lister Institute Chemist, z którym był związany od roku 1897. Był współwydawcą „The Biochemical Journal” (1913-1938).
W ramach pracy naukowej początkowo zajmował się wpływem światła na mieszaninę chloru z dwutlenkiem węgla. Prowadził badania związków pośrednich i procesów fermentacji alkoholowej. Wspólnie z W. Youngiem wyizolował heksozodifosforan (fruktozo-1,6-bisfosforan). Zajmował się także atomistyczną teorią materii.
Jest autorem książek:
- Alcoholic Fermentation (1911)
- A New View of the Origin of Dalton’s Atomic Theory (1896, z H.E. Roscoe)
- Inorganic Chemistry for Advanced Students (1903, z H.E. Roscoe)

W roku 1909 został przyjęty w poczet członków londyńskiego Royal Society. Nagrodą Nobla w dziedzinie chemii został wyróżniony w roku 1929, wraz ze Szwedem Hansem von Eulerem-Chelpinem, za zbadanie fermentacji cukrów i enzymów fermentacyjnych. Poza Nagrodą Nobla otrzymał m.in. Davy Medal (1935) i Order Imperium Brytyjskiego (KBE z tytułem sir, 1926). Jego imię nosi Lunar Crater Harden (5.5°N 143.5°E, średnica 15 km). 